# Mns Blang Baro
Mns Blang Baro is een bestuurslaag in het regentschap Pidie Jaya van de provincie Atjeh, Indonesië. Mns Blang Baro telt 1178 inwoners (volkstelling 2010).